# Сеферовци (Србац)
Сеферовци (серб. Сефровци) — населенный пункт (деревня) в общине Србац, который принадлежит энтитету Республике Сербской, Босния и Герцеговина. По результатам югославской переписи населения 1991 года в Сеферовцах проживало 307 человек. Расположен на востоке общины Србац, на берегу реки Савы, с севера по реке граничит с Хорватией.

## Население
Население на 1993 год дано по оценке численности, данной властями Республики Сербской. Преобладают сербы.
| 1948                           | 1953 | 1961 | 1971 | 1981 | 1991 | 1993 |
| ------------------------------ | ---- | ---- | ---- | ---- | ---- | ---- |
| 178                            | 208  | 221  | 272  | 322  | 307  | 355  |
| Гистограмма динамики населения |      |      |      |      |      |      |

### Национальный состав
1991 год:
- Сербы — 293 (95,44 %)
- Хорваты — 0 (0,00 %)
- Югославы — 13 (4,23 %)
- Мусульмане — 0 (0,00 %)
- Другие — 1 (0,33 %)